# Achille Richard

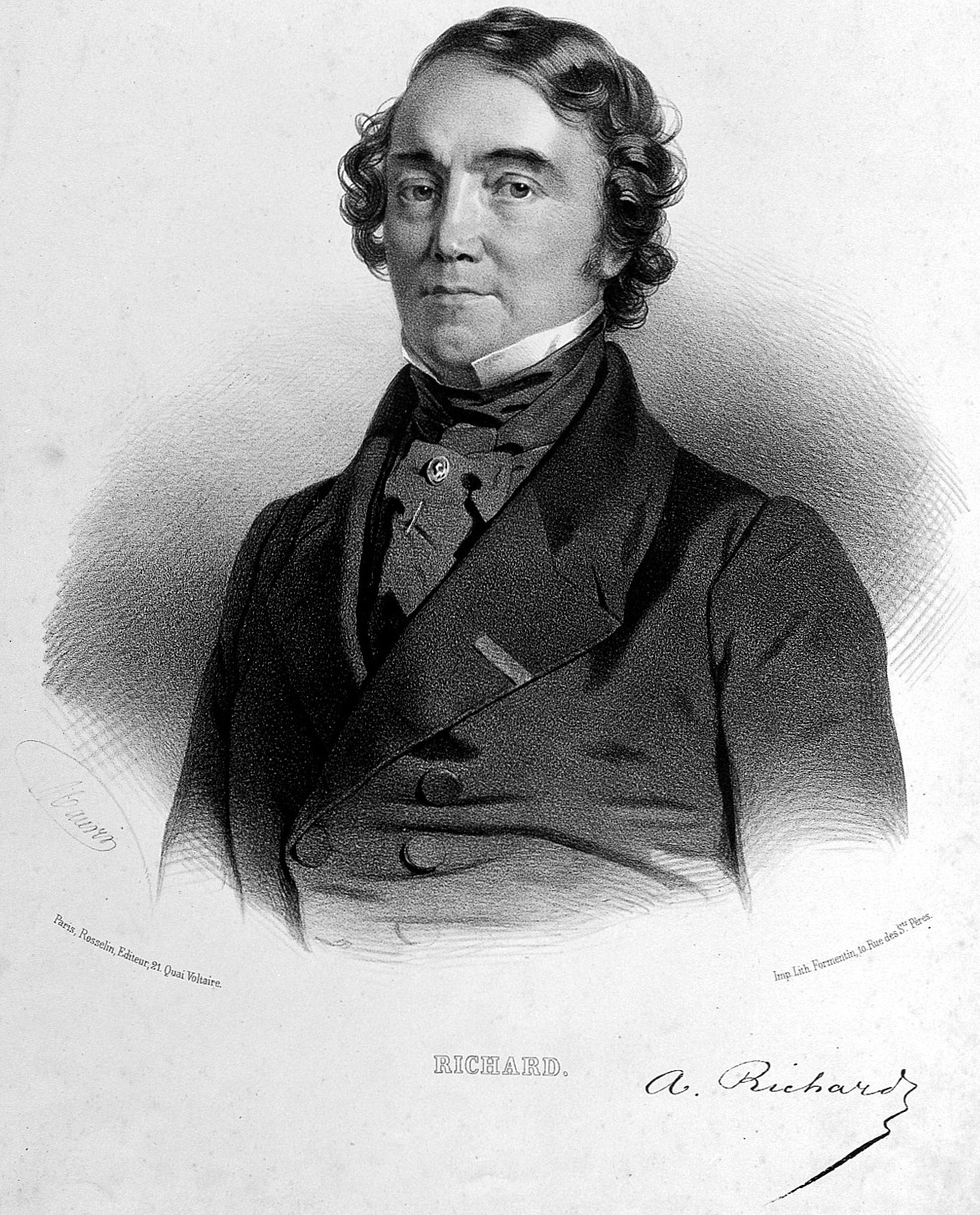
Achille Richard auf einer Lithographie von N.-E. Maurin

Achille Richard (* 27. April 1794 in Paris; † 5. Oktober 1852 ebenda) war ein französischer Botaniker und Mediziner.  Sein offizielles botanisches Autorenkürzel lautet „A.Rich.“

## Leben
Achille Ricard war der Sohn des Botanikers Louis Claude Marie Richard (1754–1821). Er wurde schon in seiner Kindheit und Jugend, lange vor seinem Studium, von seinem Vater an die Botanik herangeführt und ausgebildet. In den letzten Tagen des untergehenden Kaiserreichs Napoleon Bonapartes war er bis 1815 als Militärapotheker verpflichtet. Danach schrieb er sich 1817 an der Faculté de médecine de Paris, an der sein Vater Professor war, für Medizin ein. Dort avancierte er bald zur Lehrhilfskraft am Lehrstuhl für Botanik.
Bereits 1819 erschien seine erste große Veröffentlichung Nouveaux Éléments de botanique. 1820 folgte seine Dissertation. Seine wissenschaftliche Reputation war da bereits so groß, dass er im selben Jahr noch zum Mitglied der Leopoldina gewählt wurde. Die folgenden fünf Jahre waren sowohl durch seine Lehrtätigkeit als auch Forschung geprägt. Da er selbst in dieser Zeit nicht reiste, griff er auf umfangreiche Herbarien zurück und ließ sich aus Südamerika, Afrika und den Antillen Pflanzenproben mitbringen.
Von 1826 bis 1829 führte ihn eine Forschungsreise auf dem Forschungsschiff Astrolabe unter Jules Dumont d’Urville über Abessinien bis nach Neuseeland. Über diese Reise schrieb er zusammen mit Jean Baptiste Antoine Guillemin und Samuel Perrottet Florae Senegambiae tentamen, seu Historia plantarum in diversis Senegambiae regionibus...etc. das 1833 veröffentlicht wurde.
1831 wurde er nach einem Bewerbungsverfahren auf den Lehrstuhl für Biologie, den sein Vater bis zu seinem Tode innehatte, berufen. Im selben Jahr wurde er zum Ritter der Ehrenlegion ernannt. Als 1834 Jacques Labillardière starb, wurde Richard an seine Stelle an die Académie des sciences gewählt. Weitere bedeutende Akademien ehrten ihn mit seiner Aufnahme. 1849 erfolgte dann die zweite staatliche Auszeichnung mit der Ernennung zum Offizier der Ehrenlegion.
Neben seiner Lehrtätigkeit war Richard Mitglied der Redaktion der von Louis van Houtte herausgegebenen botanischen Zeitschrift Flore des serres et des jardins de l’Europe.
Richard war mit Gabrielle Dorbe, der Tochter des Chirurgen Antoine Dubois verheiratet und hatte mit ihr drei Kinder.

## Schriften
- Nouveaux Elements de Botanique (New Elements of Botany). Paris 1819, 11. Aufl. 1876.
- Monographie du genre Hydrocotyle de la famille des ombellifères. 1820.
- Botanique médicale. 1822–1823.
- Formular- und Recept-Taschenbuch : nach der 3., durch die vegetabilischen Alkalien bereicherten Ausg. ins Dt. übertragen. Weimar : Landes-Industrie-Comptoir, 1825. Digitalisierte Ausgabe der Universitäts- und Landesbibliothek Düsseldorf
- Dictionnaire de drogues simples et composées. 1827–1829.
- Voyage de découvertes de l’Astrolabe. 1834.
- Tentamen florae abyssinicae. 1847–1851.
- Mémoire sur la famille des rubiacées contenant la description générale de cette famille et les caractères des genres qui la composent. 1829.
- Monographie des orchidées des îles de France et de Bourbon. 1828.
- Oeuvres complètes de Buffon, suivies de la classification comparée de Cuvier, Lesson etc (= Nouvelle èdition (Théorie de la terre, Histoire des minéraux, Epoques de la nature illustré d'un portrait de Buffon en frontispice, de 4 planches hors-texte en noir et de 4 cartes dépliantes). Band 1). Pourrat frères, Paris 1837.
- Oeuvres complètes de Buffon, suivies de la classification comparée de Cuvier, Lesson etc (= Nouvelle èdition (Expériences sur les végétaux, Histoire des animaux, Histoire de l'homme illustré d'une planche hors-texte en noir.). Band 2). Pourrat frères, Paris 1837.
- Oeuvres complètes de Buffon, suivies de la classification comparée de Cuvier, Lesson etc (= Nouvelle èdition (Mammifères illustré d'une planche hors-texte en noir et de 70 planches hors-texte en couleur). Band 3). Pourrat frères, Paris 1837.
- Oeuvres complètes de Buffon, suivies de la classification comparée de Cuvier, Lesson etc (= Nouvelle èdition (Oiseaux illustrés de 85 planches hors-texte en couleur). Band 4). Pourrat frères, Paris 1837.
- Oeuvres complètes de Buffon, suivies de la classification comparée de Cuvier, Lesson etc (= Nouvelle èdition (Oiseaux illustrés de 59 planches hors-texte en couleur). Band 5). Pourrat frères, Paris 1837.
- Iconographie végétale ou Organisation des Végétaux. 1841. Digitalisierte Ausgabe der Universitäts- und Landesbibliothek Düsseldorf
- Histoire Physique, Politique et Naturelle de L’Ile de Cuba (Ed. Sagra, Ramón de la). Botanique. Plantes Vasculaires. 1845.